# Сардины в масле

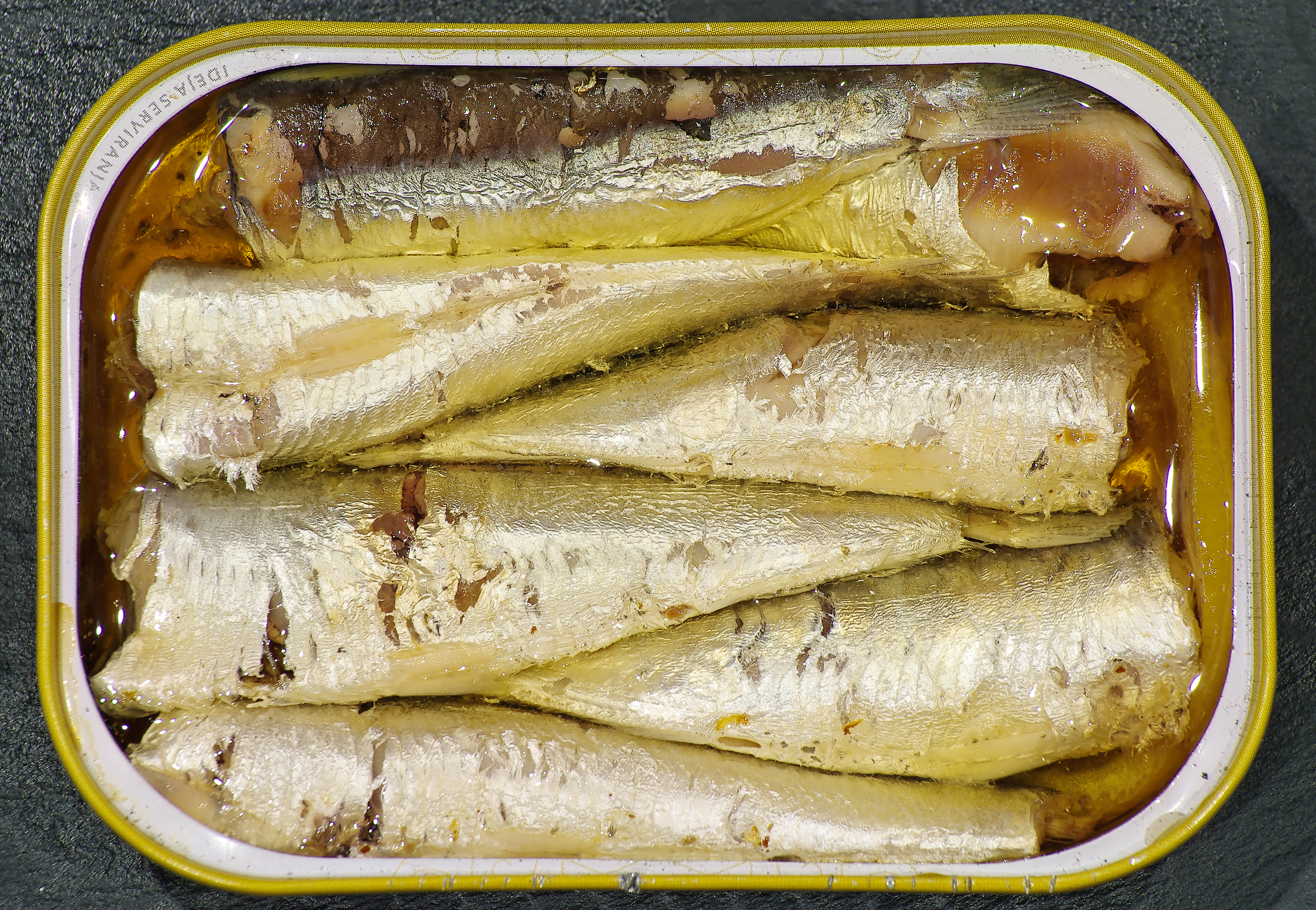
Сардины в масле с лимоном

Сарди́ны в ма́сле — натуральные рыбные консервы. В СССР и России изготавливаются из свежей и мороженой сардины 1-го сорта — атлантической и тихоокеанской, а также других близких к ним рыб. Рыбное мясо в консервах имеет сочную консистенцию, свободно и полностью отделяется от кости и обладает приятным, слегка кисловатым вкусом.
Впервые сардины в масле были приготовлены во Франции из мелких рыб семейства сельдевых — сардин и сардинелл. В 1950 году Международный комитет консервщиков ограничил использование наименования «сардины в масле» только видом сардина-пильчард Вальбаума (Sardina pilchardus Walbaum), вылавливаемым у атлантического побережья Франции, Испании и Португалии.
Очищенную от чешуи, разделанную на тушку и промытую рыбу непродолжительное время солят в тузлуке и затем направляют на термическую обработку в паровых ящиках, сардиносушилках, бланширователях или коптильных печах. После охлаждения готовую рыбу укладывают в консервные банки ёмкостью от 50 до 450 мл спинкой вниз с наклоном и заливают оливковым или подсолнечным рафинированным и дезодорированным маслом, предварительно прокалённым до температуры 70—80 °C. После укупорки банок производится стерилизация при температуре 112—120 °C. Последующий процесс созревания длится для атлантической сардины не менее 6 месяцев, для тихоокеанской — до 4 месяцев.
В СССР из других видов рыб под торговым наименованием «Сардины в масле» выпускались: «Балтийские сардины в масле» — из салаки, «Каспийские сардины в масле» — из каспийской кильки, «Северные сардины в масле» — из мелкой атлантической и беломорской сельди, «Черноморские сардины в масле» — из барабули, а также «Сардины в масле из хамсы». Консервы из других видов рыб, приготовленные по технологии сардин в масле, уступают по пищевой ценности, вкусовым достоинствам и аромату.
Из консервированных в масле сардин готовят салаты с рисом и творогом и даже котлеты. В немецкой кухне консервированные в масле сардины обычно сервируют в маленьких стеклянных салатницах с каперсами, рубленым варёным яйцом, петрушкой и ломтиками лимона и поливают лимонным соком.